# Балану (Ђурђу)
Балану (рум. Bălanu) насеље је у Румунији у округу Ђурђу у општини Станешти. Oпштина се налази на надморској висини од 25 m.

## Становништво
Према подацима из 2002. године у насељу је живело 566 становника, од којих су сви румунске националности.